# Clara Jiménez Cruz
Clara Jiménez Cruz (Madrid, 4 de abril de 1989) es una periodista española. En 2018, tras 9 años de experiencia profesional en La Sexta, se unió a Julio Montes Moreno para crear la fundación de Maldita.es, de la que es CEO.

## Trayectoria
Licenciada en comunicación audiovisual por la Universidad Carlos III de Madrid. Jiménez empezó trabajando en Intereconomía, aunque ha desarrollado la mayor parte de su carrera profesional en La Sexta, primero en los servicios informativos y después en diferentes programas de la cadena. Formó parte del equipo del programa El objetivo de Ana Pastor hasta 2018. Posteriormente, ha colaborado con Onda Cero en el programa Julia en la onda de Julia Otero, en los programas Las mañanas de RNE y Gente despierta de Radio Nacional de España, así como en Telemadrid y Televisión Española. 
Tiene una amplia experiencia formativa tras años dando cursos, charlas y talleres sobre fact-checking y periodismo digital tanto en universidades como en instituciones públicas y empresas privadas como la Universidad Complutense de Madrid, la Universidad de Valladolid, la Universidad Villanueva, la Universidad Francisco de Vitoria y el Instituto de Empresa o la Escuela de Negocios Next, entre otros. También ha participado en programas formativos del Gobierno de España, la Generalidad Valenciana, el Parlamento de Cataluña, y diversos ayuntamientos como el de Zaragoza. En el ámbito de los medios de comunicación ha impartido formación en verificación en TV3 y Catalunya Ràdio así como dentro del proyecto Comprobado liderado por Maldita.es y First Draft y a cuyas sesiones asistieron 40 redacciones.
Además, es ponente habitual en congresos internacionales como Global Fact (IFCN), LatamChequea o el Fact-checking Summit de Turquía. Por su experiencia en el ámbito de la Comisión Europea, también ha participado como ponente en varias conferencias organizadas en el seno de las instituciones comunitarias. Fue nombrada presidenta del European Fact-checking Standards Network (EFCSN) para el periodo 2024-2027. 

## Reconocimientos
En 2015 recibió, junto a Julio Montes, el Premio de Periodismo José Manuel Porquet por su labor en Maldita. En 2017 y 2018 sus proyectos, parte de Maldita.es, Maldita Hemeroteca y Maldito Bulo fueron preseleccionados para el European Press Prize. Posteriormente, en 2018 fue elegida por la Comisión Europea para formar parte de un grupo de alto nivel contra la desinformación, encargado de aconsejar al organismo contra la problemática de las noticias falsas.
En el año 2019, Jiménez fue una de las 16 personas europeas elegidas como emprendedores sociales por la fundación sin ánimo de lucro Ashoka, entrando en el listado Ashoka Fellow 2019, como reconocimiento a su labor en el ámbito periodístico al frente de Maldita.es.
El 12 de enero de 2021, la Asociación de la Prensa de Madrid le concedió el premio APM al Periodista Joven del Año por ser pionera en la verificación de noticias y por su implicación en el proyecto innovador de Maldita.es. También en 2021, Maldita.es recibió el Premio Europeo de Periodismo a la Innovación por su chatbot de WhatsApp. En septiembre del mismo año, la revista Forbes seleccionó a Jiménez como una de los 100 españoles más creativos del mundo de los negocios.